# Oxinasphaera tuberculosa
Oxinasphaera tuberculosa är en kräftdjursart som först beskrevs av Stebbing 1873.  Oxinasphaera tuberculosa ingår i släktet Oxinasphaera och familjen klotkräftor. Inga underarter finns listade i Catalogue of Life.